# Torneo de Reserva 2010-11
El Torneo de Reserva 2010-11 fue la septuagésima edición del certamen organizado por la Asociación del Fútbol Argentino. Participaron un total de 20 equipos, todos participantes de la Primera División 2010-11.
Los nuevos participantes fueron: Olimpo, que regresó tras su última participación en la temporada 2007-08; Quilmes, que volvió tras su última intervención en la temporada 2006-07; y All Boys, que volvió tras su última participación en la temporada 1934.
El torneo consagró campeón por segunda vez en su historia a Lanús, tras vencer por 2 a 0 a All Boys en la última fecha.

## Equipos participantes
Los 20 equipos que participaron en la edición son:
| Equipo             | Ciudad       | Estadio                             | Capacidad |
| ------------------ | ------------ | ----------------------------------- | --------- |
| All Boys           | Buenos Aires | Islas Malvinas                      | 21.500    |
| Argentinos Juniors | Buenos Aires | Diego Armando Maradona              | 24.800    |
| Arsenal            | Sarandí      | Julio Humberto Grondona             | 16.000    |
| Banfield           | Banfield     | Florencio Sola                      | 34.901    |
| Boca Juniors       | Buenos Aires | Alberto J. Armando                  | 50.230    |
| Colón              | Santa Fe     | Brigadier Estanislao López          | 36.500    |
| Estudiantes        | La Plata     | Centenario Dr. José Luis Meiszner   | 30.200    |
| Gimnasia y Esgrima | La Plata     | Juan Carmelo Zerillo                | 21.500    |
| Godoy Cruz         | Godoy Cruz   | Malvinas Argentinas                 | 40.268    |
| Huracán            | Buenos Aires | Tomás Adolfo Ducó                   | 48.314    |
| Independiente      | Avellaneda   | Libertadores de América             | 50.655    |
| Lanús              | Lanús        | Ciudad de Lanús - Néstor Díaz Pérez | 46.619    |
| Newell's Old Boys  | Rosario      | Marcelo Bielsa                      | 40.567    |
| Olimpo             | Bahía Blanca | Roberto N. Carminatti               | 17.000    |
| Quilmes            | Quilmes      | Centenario Dr. José Luis Meizner    | 30.200    |
| Racing Club        | Avellaneda   | Presidente Juan Domingo Perón       | 51.389    |
| River Plate        | Buenos Aires | Monumental Antonio Vespucio Liberti | 65.645    |
| San Lorenzo        | Buenos Aires | Pedro Bidegain                      | 43.963    |
| Tigre              | Victoria     | José Dellagiovanna                  | 26.282    |
| Vélez Sarsfield    | Buenos Aires | José Amalfitani                     | 49.540    |

### Distribución geográfica de los equipos
| Región                                   | Cant. | Equipos                                                                                         |
| ---------------------------------------- | ----- | ----------------------------------------------------------------------------------------------- |
| Ciudad de Buenos Aires                   | 7     | All Boys, Argentinos Juniors, Boca Juniors, Huracán, River Plate, San Lorenzo y Vélez Sarsfield |
| Conurbano bonaerense                     | 7     | Arsenal, Banfield, Independiente, Lanús, Quilmes, Racing Club y Tigre                           |
| Ciudad de La Plata                       | 2     | Estudiantes y Gimnasia y Esgrima                                                                |
| Provincia de Santa Fe                    | 2     | Colón y Newell's Old Boys                                                                       |
| Interior de la provincia de Buenos Aires | 1     | Olimpo                                                                                          |
| Provincia de Mendoza                     | 1     | Godoy Cruz                                                                                      |

## Sistema de disputa
Se llevó a cabo en una dos ruedas, por el sistema de todos contra todos, invirtiendo la localía y consagró un campeón. La tabla final de posiciones del torneo se estableció por acumulación de puntos.

## Tabla de posiciones
| Pos. | Equipo                   | Pts. | PJ | PG | PE | PP | GF | GC | Dif. |
| ---- | ------------------------ | ---- | -- | -- | -- | -- | -- | -- | ---- |
| 1.º  | Lanús                    | 72   | 38 | 22 | 6  | 10 | 54 | 34 | 20   |
| 2.º  | River Plate              | 65   | 38 | 18 | 11 | 9  | 59 | 39 | 20   |
| 3.º  | Newell's Old Boys        | 65   | 36 | 18 | 11 | 7  | 57 | 37 | 20   |
| 4.º  | Gimnasia y Esgrima LP    | 64   | 36 | 18 | 10 | 8  | 59 | 38 | 21   |
| 5.º  | Vélez Sarsfield          | 59   | 37 | 17 | 8  | 12 | 48 | 35 | 13   |
| 6.º  | Banfield                 | 56   | 37 | 13 | 17 | 7  | 49 | 39 | 10   |
| 7.º  | Olimpo                   | 55   | 35 | 17 | 4  | 14 | 48 | 53 | −5   |
| 8.º  | Racing                   | 55   | 38 | 14 | 13 | 11 | 46 | 42 | 4    |
| 9.º  | Independiente            | 52   | 37 | 14 | 10 | 13 | 42 | 30 | 12   |
| 10.º | Boca Juniors             | 50   | 36 | 13 | 11 | 12 | 46 | 42 | 4    |
| 11.º | Argentinos Juniors       | 46   | 36 | 11 | 13 | 12 | 54 | 50 | 4    |
| 12.º | Estudiantes LP           | 45   | 37 | 12 | 9  | 16 | 49 | 56 | −7   |
| 13.º | Quilmes                  | 45   | 36 | 12 | 9  | 15 | 46 | 51 | −5   |
| 14.º | San Lorenzo de Almagro   | 45   | 37 | 12 | 9  | 16 | 39 | 43 | −4   |
| 15.º | All Boys                 | 43   | 36 | 12 | 7  | 17 | 41 | 53 | −12  |
| 16.º | Arsenal                  | 43   | 34 | 11 | 10 | 13 | 34 | 39 | −5   |
| 17.º | Colón                    | 36   | 36 | 9  | 9  | 18 | 36 | 61 | −25  |
| 18.º | Godoy Cruz Antonio Tomba | 35   | 32 | 9  | 8  | 15 | 43 | 54 | −11  |
| 19.º | Tigre                    | 29   | 35 | 7  | 8  | 20 | 36 | 51 | −15  |
| 20.º | Huracán                  | 27   | 35 | 6  | 9  | 20 | 24 | 63 | −39  |